# District de Jaisalmer
Le district de Jaisalmer  est un district de l'État du Rajasthan en Inde.

## Économie
En 2006, le ministère du Panchayati Raj a classé Jaisalmer parmi les 250 districts les plus défavorisés du pays (sur un total de 640). Il fait partie des douze districts du Rajasthan bénéficiant de fonds du Programme de subventions pour les régions défavorisées (BRGF).
Dans le Jaisalmer, on cultive des cultures telles que le mil, le sorgo, le motif et le sésame ; les récoltes de printemps de blé et d'orge sont rares. En raison des faibles précipitations, l'irrigation est inexistante, à l'exception de petites zones irriguées par les canaux de levage du projet de canal Indira Gandhi.

## Géographie
Le district de Jaisalmer est le plus grand district de l'État indien du Rajasthan et le troisième plus grand district d'Inde. Située à Marwar (division de Jodhpur), la ville de Jaisalmer en est le chef-lieu. Elle se trouve à environ 289 km de Jodhpur et à environ 559 km de Jaipur, la capitale du Rajasthan. Selon le recensement de 2011, c'était le district le moins peuplé des 50 districts du Rajasthan.

### Description
Jaisalmer est un paysage sablonneux, faisant partie du grand désert indien. L'aspect général de la région est celui d'une étendue de dunes de sable, de toutes formes et de toutes tailles, certaines culminant à près de 46 mètres. Les collines à l'ouest sont couvertes de buissons, tandis que celles à l'est sont couvertes de touffes d'herbes hautes. L'eau est rare et généralement saumâtre ; la profondeur moyenne des puits est estimée à environ 76 mètres. Il n'y a pas de ruisseaux permanents, et seulement une petite rivière, la Kakni, qui, après avoir parcouru 28 mètres, s'étend sur une vaste étendue de terrain plat et forme un lac appelé Bhuj-Jhil.

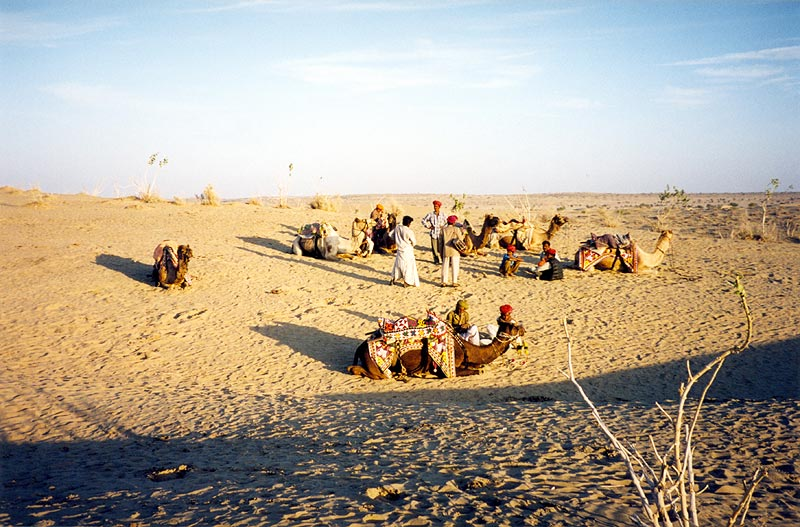
Désert du Thar
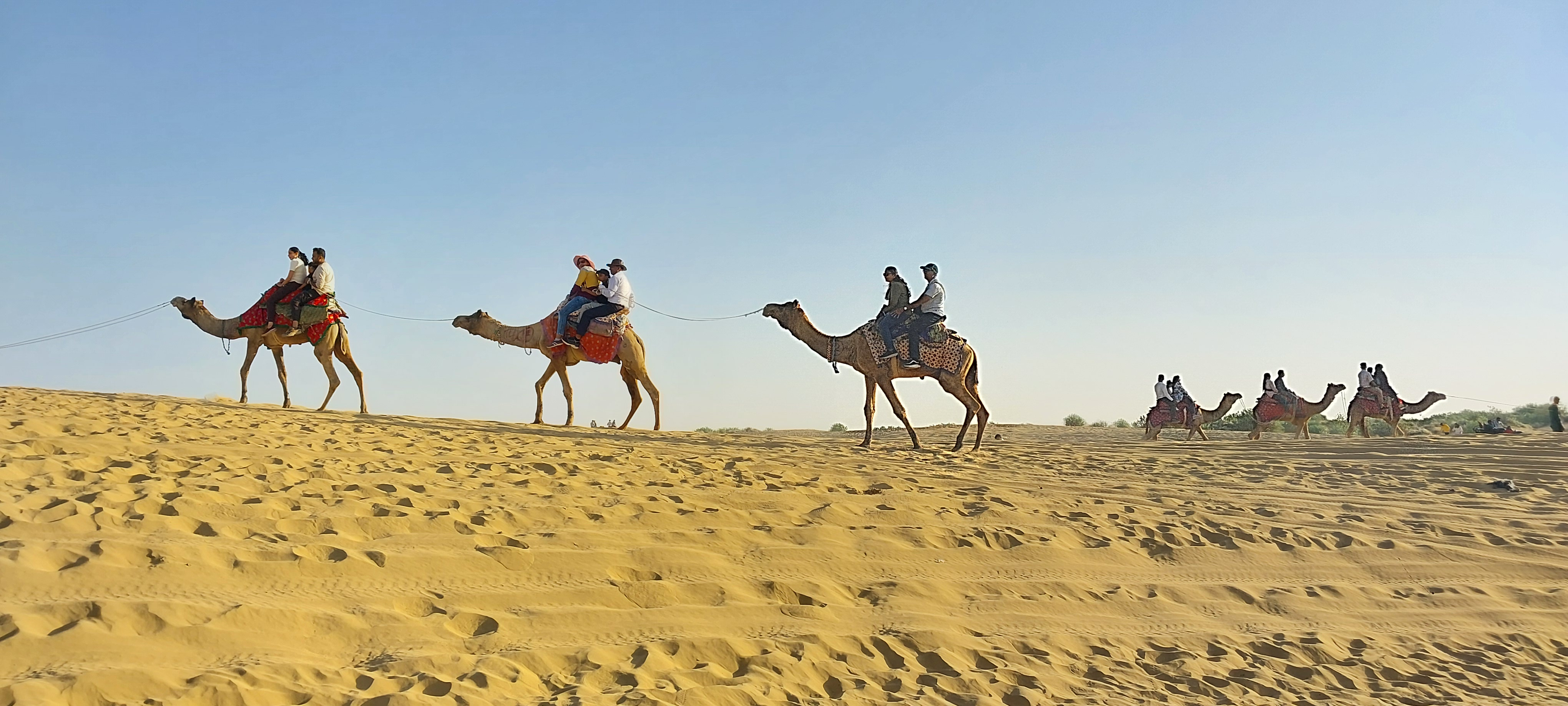
Balades à dos de chameau à Jaisalmer

## Démographie
En 2001, la population est de 508 247 habitants ; en 2011, elle est de 669 919 habitants (recensement de 2011. Le sex-ratio est de 852 femmes pour 1 000 hommes.  Le taux d’alphabétisation est de 57,22% (72,04% pour les hommes, 39,71% pour les femmes). 74,19 % de la population sont des adeptes de l'hindouisme, 25,10 % sont musulmans,.
| \| Religions dans le district de Jaisalmer (2011)[4] \| Religions dans le district de Jaisalmer (2011)[4] \| Religions dans le district de Jaisalmer (2011)[4] \| Religions dans le district de Jaisalmer (2011)[4] \| Religions dans le district de Jaisalmer (2011)[4] \| \| ------------------------------------------------- \| ------------------------------------------------- \| ------------------------------------------------- \| ------------------------------------------------- \| ------------------------------------------------- \| \| Religion \| \| \| % \| \| \| Hindouisme \| Hindouisme \| \| 74.19% \| 74.19% \| \| Islam \| Islam \| \| 25.10% \| 25.10% \| \| Autres \| Autres \| \| 0.71% \| 0.71% \| |            |  |        |        |
| Religions dans le district de Jaisalmer (2011) |            |  |        |        |
| Religion |            |  | %      |        |
| Hindouisme | Hindouisme |  | 74.19% | 74.19% |
| Islam | Islam      |  | 25.10% | 25.10% |
| Autres | Autres     |  | 0.71%  | 0.71%  |

## Paléontologie
En 2021, un  hybodonte du Jurassique moyen, Strophodus (en) jaisalmerensis, a été nommé en référence à ce district et à la formation géologique du même nom où son holotype a été découvert.